# Porc d'Ourjoum
Le porc d'Orjoum (Уржумская свинья, Ourjoumskaïa svinia) est une race de porc originaire de la région de Kirov en Russie, sélectionnée pour ses qualités de viande.

## Histoire
Cette race est sélectionnée du temps de l'URSS dans la région de la Volga et plus précisément dans les fermes collectives autour de la ville d'Ourjoum dont il prend le nom. Il est issu de croisements avec des porcs locaux et le large white. La race est reconnue officiellement en 1957. Elle comptait 107 300 têtes en 1980 (dont 3 400 verrats de reproduction et 7 300 truies de reproduction).

## Description
L'ourjoum est proche du large white par sa conformation et sa couleur blanche. Il a une tête bien marquée avec un long groin. Ses lourdes oreilles sont légèrement penchées en avant. Son corps est long et profond, mais il n'est pas large. Ses pattes sont fortes et son ossature massive, son crin est dense.
Un mâle de 36 mois peut atteindre 291 kg pour une longueur de 179 cm, et une truie, 245 kg pour 163 cm. Elle a des portées de 10,5 porcelets en moyenne qui atteignent 51 kg au bout d'un mois et 161 kg au bout de deux mois; cependant ses chiffres peuvent être dépassés. Il met 206 jours à prendre 100 kg. Son poids de jambon est de 11 kg, avec une épaisseur de graisse dorsale de 31 mm et une longueur de carcasse de 96 kg.
L'ourjoum est bien adapté au climat rude de la région. Son chiffre pour la digestibilité de sa matière sèche est de 75,84 %, et en protéine de 80,16 % ; tandis que pour le large white les chiffres sont respectivement de 74,98 % et de 79,9%. Cette race est utilisée aussi bien pour des améliorations de race que pour la qualité de viande.